# Une petite main qui se place
Une petite main qui se place est une pièce de théâtre de Sacha Guitry, une comédie en trois actes et un épilogue créée au théâtre Édouard VII en 1922.

## Argument
La pièce retrace la vie d'Adrien, jeune provençal aisé fraîchement installé à Paris. Pour lutter contre l'ennui, il se lance dans l'exercice de la médecine malgré les railleries de son entourage et notamment de sa compagne, Madeleine. 

## Distribution[1]
| Acteurs et actrices ayant créé les rôles |                   |
| Personnage                               | Acteur ou actrice |
| Adrien Dorignac                          | Sacha Guitry      |
| Gaston Dartoy                            | André Alerme      |
| Gustave Lieurey                          | E. Kerly          |
| Monsieur D                               | Lemaire           |
| Marie-Louise                             | Yvonne Printemps  |
| Augustine                                | D'Hamy            |
| Madeleine Dorignac                       | Betty Daussmond   |